# Militair Dienstteken
Het Militair Dienstteken (Duits:"Militärdienstzeichen" of "Militärdienstzeichen für Offiziere") was een onderscheiding van de Dubbelmonarchie Oostenrijk-Hongarije. Het Dienstteken werd op 15 september 1849 door Keizer Frans Jozef I van Oostenrijk ingesteld als onderscheiding voor langdurige trouwe dienst. Er waren verschillende kruisen voorgeschreven voor enerzijds de officieren en anderzijds de onderofficieren en soldaten. Alle kruisen werden aan een driehoekig lint op de linkerborst gedragen. Voor rokkostuums werden miniaturen gemaakt die aan een klein lintje of een kettinkje op de revers van een rokkostuum konden worden gedragen.
In het instellingsbesluit sprak de Keizer van "Offiziere des streitbaren Standes und die Mannschaft". Er hadden sinds 1807 al ovale of vijfhoekige "Tekens van Onderscheiding", op het uniform gedragen schildjes van messing, bestaan die de inschrift "VETERANIS" en de afbeelding van een trofee of lauwerkrans droegen. Wie na acht jaar bijtekende kreeg een ovaal schild. Wie na 16 jaar nogmaals bijtekende ontving een vijfhoekig schild. Deze schilden kwamen in 1849 te vervallen.
In de 19e eeuw werden in meerdere Europese staten voor het eerst onderscheidingen voor trouwe dienst uitgereikt. De legers van de 18e eeuw hadden nog uit huurlingen of geronselde mannen bestaan. Op de soldaten werd door de officieren en de burgerij diep neergekeken. In de 19e eeuw was de soldaat in de ogen van zijn medemensen een patriot, iemand die zijn land diende. Dat was een onderscheiding waard en in de 19e eeuw, de hoogconjunctuur van de orden en eretekens werden onderscheidingen meer dan ooit op prijs gesteld.
De staande legers maakten lange perioden van saaie vestingdienst of inkwartiering in een kazerne mee. Er waren lange perioden van vrede waarin de kansen op bevordering gering waren, temeer daar de officieren geen verplichte pensioenleeftijd kenden. Om de luitenants die jaar-in-jaar-uit op promotie hoopten enigszins tevreden te stellen kwamen de regeringen met onderscheidingen, In Nederland stelde Willem II der Nederlanden in 1844 om deze reden het nog steeds bestaande "Onderscheidingsteken voor Langdurige Dienst als officier in. In 1866 volgde het Nederlandse Onderscheidingsteken voor Langdurige, Eerlijke en Trouwe Dienst dat voor de onderofficieren bestemd was.
Oostenrijk koos met dit Militair Dienstteken voor één onderscheiding waarmee de trouwe dienst van officieren, onderofficieren én manschappen werd beloond. Het kruis van de Oostenrijkse officieren was veel kostbaarder en fraaier uitgevoerd dan die van hun ondergeschikten.

## Het kruis voor officieren
Van het kruis voor officieren (Duits: "Militärdienstzeichen für Offiziere") in leger en marine bestonden twee modellen. Het 2e model met de losse adelaar werd van 1890 tot 1918 uitgereikt.
- IIe Klasse voor 25 dienstjaren was een bronzen "Tatzenkreuz" met een zilveren tweekoppige adelaar.
- Ie Klasse voor 50 dienstjaren was een bronzen "Tatzenkreuz" met een vergulde tweekoppige adelaar.

Er bestaan kruisen der Ie Klasse van massief 14-karaats goud met als keur een vossenkop. Een bekende leverancier was Ordensjuvelier Kittner in Wenen die een stempel met de letters "KL" plaatste. Een dergelijk kruis weegt 20 gram.

De kruisen voor officieren
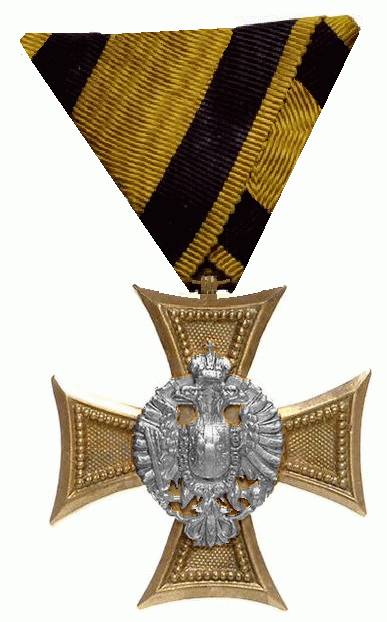
25 dienstjaren
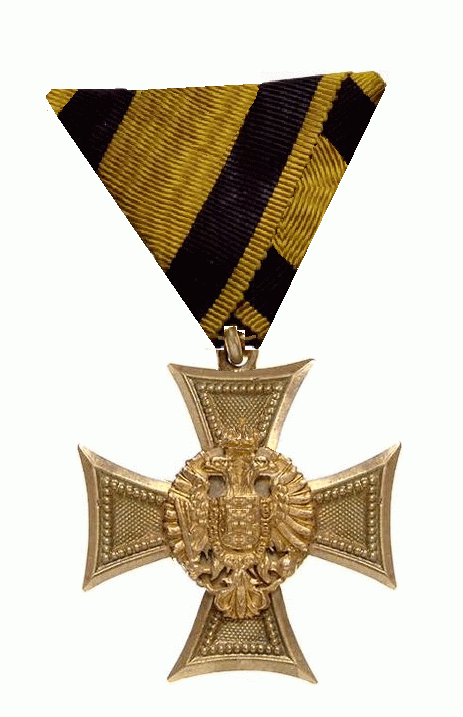
35 of 40 dienstjaren
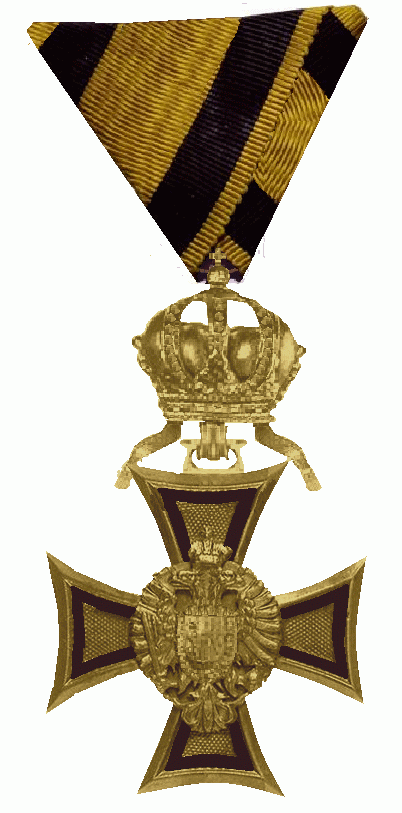
50 dienstjaren
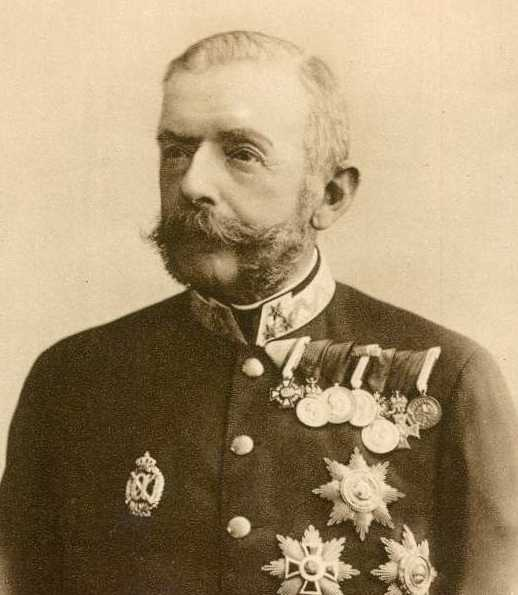
Generaal-Kolonel Friedrich von Beck-Rzikowsky met het Militair Dienstteken Ie Klasse
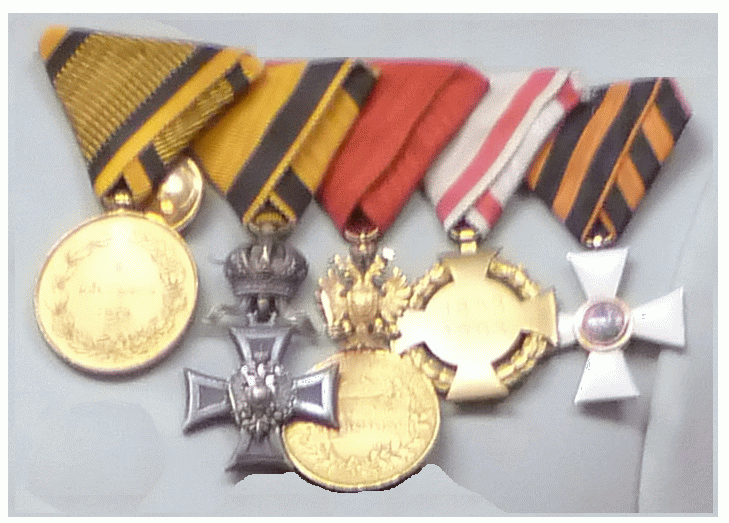
De onderscheidingen van Keizer Franz Joseph I aan driehoekige linten. Als eerste draagt de keizer de Oorlogsmedaille. Verder een zilverkleurig Militair Dienstteken met de Kroon voor 50 jaar dienst, zijn eigen Gouden Jubileum-Herinneringsmedaille 1898 met de adelaar en het Jubileumskruis 1908. De Russische Sint-Jorisorde uiterst links hangt volgens Oostenrijks gebruik aan een driehoekig lint.

## Het kruis voor onderofficieren en soldaten

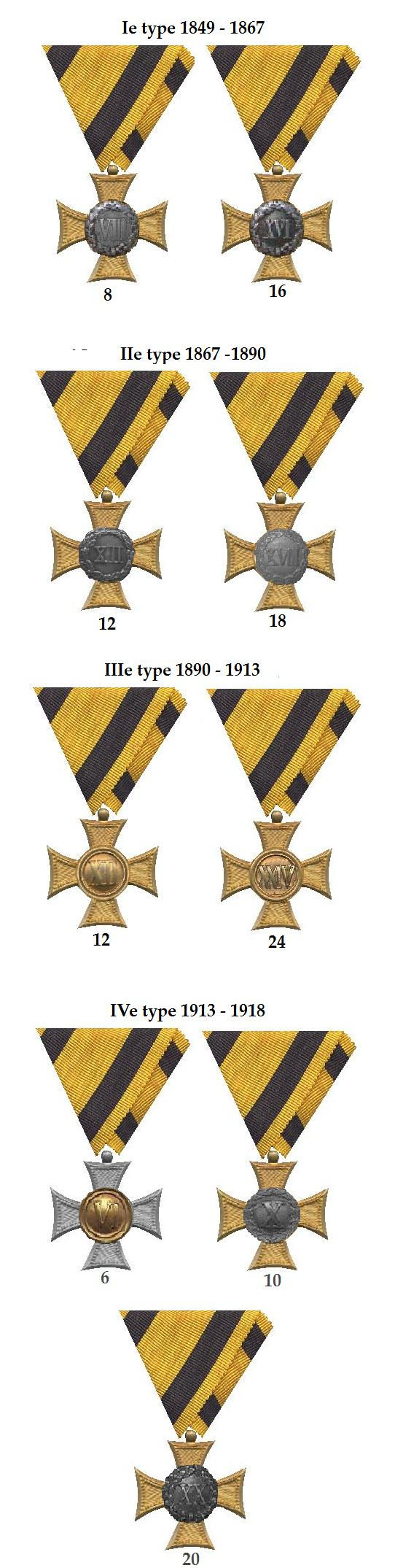
Verschillende Militaire Diensttekens voor onderofficieren en soldaten 1849 -1918

Het Militair Dienstteken ("Miltärdienstzeichen") werd op 19 september 1849 ingesteld. Het kruis is eenvoudiger uitgevoerd dan dat van de officieren in het leger en de marine.
In deze uitvoering wordt ook wel van het "Mannschaftsdienst-Kreuz" gesproken.
- Ie Klasse voor 8 dienstjaren met het cijfer "VIII" in het centrale eenvoudige ronde medaillon.
- IIe Klasse voor 16 dienstjaren met het cijfer "XVI" in het met een eikenkrans versierde medaillon.

## De veranderingen na 1867
Deze in aanleg eenvoudig opgezette decoratie werd in de loop der jaren steeds weer gewijzigd. Kregen de eerste lichtingen hun kruis al na 8 jaar, later werd dat 12 jaar om vervolgens weer naar 6 jaar dienst te zakken. Kruisen voor zeer langdurige dienst werden na 16, 18 en 24 dienstjaren verleend maar na 1913 voldeden 20 dienstjaren voor het Militair Dienstteken der Ie Klasse. Hoewel ook de onderofficieren soms zeer vroeg in dienst traden en soms 50 jaar actieve dienst volmaakten werden er nooit Militair Diensttekens voor zo langdurige dienst ingesteld, al gebeurde dat bij de officieren van leger en marine in de loop der jaren wél. De instelling van de Oostenrijks-Hongaarse Dubbelmonarchie heeft geen gevolgen gehad voor deze onderscheiding die aan militairen uit alle delen van het uitgestrekte rijk van de Habsburgers werd uitgereikt.
Na het jaar 1867 werden Kruisen der Ie Klasse voor 12 dienstjaren en het Kruis der IIe Klasse voor 18 dienstjaren der onderofficieren en soldaten toegekend. De getallen "XII" en "XVIII" stonden binnen een eikenkrans.
Na 1869 werden Kruisen der Ie Klasse voor 12 dienstjaren en het Kruis der IIe Klasse voor 24 dienstjaren toegekend. Het kruis kreeg een opstaande rand en uiteraard droeg de IIe Klasse het getal "XXIV".
In 1890 werd de ongebruikelijke regel dat bij deze onderscheiding de IIe Klasse hoger is dan de Ie Klasse verlaten. Er kwamen officierskruisen der Ie, IIe en IIIe Klasse voor 50, 40 en 25 dienstjaren. De kruisen der Ie en IIe Klasse voor de lager geplaatste militairen werden als voorheen voor 24 en 12 jaren dienst verleend.
Het kruis voor 50 jaar dienst is van verguld brons en draagt als verhoging en verbinding met het lint een niet geëmailleerde verguld bronzen rudolfinische keizerskroon, de "huiskroon" van de Habsburgse dynastie. De randen op de armen zijn met zwart email geaccentueerd. Het kruis voor 40 dienstjaren draagt een centrale verguld bronzen adelaar en de adelaar op het kruis voor 25 dienstjaren is van zilver.
In 1911 werd het kruis der onderofficieren in drie nieuwe klassen verdeeld. Het ging om respectievelijk 24, 12 en 6 dienstjaren en het kruis met het getal "VI" werd de IIIe Klasse, Alleen het Kruis der Ie Klasse droeg nu een eikenkrans.
In 1913 werd besloten dat men het Kruis der IIe Klasse in het vervolg al na 35 in plaats van 40 dienstjaren zou ontvangen. De Ie Klasse voor onderofficieren en soldaten kreeg het getal "XX" op een zilveren, met eikenloof versierd schildje, de IIe Klasse kreeg het getal "X" en de IIIe Klasse behield het getal "VI", beiden op een eenvoudig bronzen schild.
Keizer Frans Jozef droeg aan het eind van zijn leven het Kruis der Ie Klasse met de kroon. Het kruis is niet van verguld brons maar van een zilverkleurig metaal. Hij had in 1898 zijn vijftigjarig jubileum gevierd. De oude Chef van de Generale Staf, Feldzeugmeister Generaal-Kolonel Friedrich von Beck-Rzikowsky had op 17 oktober 1906 een met briljanten versierd kruis der Ie Klasse ontvangen ter gelegenheid van zijn zestigjarig jubileum als officier in het Oostenrijkse, later in het Oostenrijks-Hongaarse leger.

## Afwijkende modellen
In de antiquiteitenhandel zijn tal van kruisen voor onderofficieren aangeboden die niet overeenkomen met de voorgeschreven modellen van het Militair Dienstteken voor onderofficieren en soldaten. Veel kruisen dragen in plaats van het voorgeschreven onversierde ronde medaillon met een Romeins cijfer een cijfer op een zilveren schildje met een lauwerkrans als omlijsting.
Bekend zijn onder andere:
- Bronzen kruisen met omkranst zilveren medaillon en de getallen VIII en XVI. Deze moeten uit de periode 1849 - 1867 stammen.
- Geheel zilverkleurige kruisen met getal VI
- Bronzen kruisen met het getal X op een omkranst bronzen schildje van na 1913.
- Kruisen met het getal VI in brons zonder krans, brons met krans, brons met zilveren krans en zilverkleurig metaal met en zonder krans.

Keizer Frans Jozef I van Oostenrijk droeg een afwijkend zilverkleurig kruis voor 50 jaar dienst als officier dat met zijn andere onderscheidingen in het Weense legermuseum wordt bewaard.

## De Eremedaille voor Veertig Jaar Trouwe Dienst
In 1898 werd een Eremedaille voor Veertig Jaar Trouwe Dienst ingesteld die militaire ambtenaren aan hetzelfde keizerlijk gele lint met de zware strepen mochten dragen als dat van de bij jubilea uitgereikte kruisen van de officieren en onderofficieren.